# Gauville (Somme)
Gauville is een gemeente in het Franse departement Somme (regio Hauts-de-France) en telt 416 inwoners (2004). De plaats maakt deel uit van het arrondissement Amiens.

## Geografie
De oppervlakte van Gauville bedraagt 7,4 km², de bevolkingsdichtheid is 56,2 inwoners per km².
De onderstaande kaart toont de ligging van Gauville (Somme) met de belangrijkste infrastructuur en aangrenzende gemeenten.

## Demografie
Onderstaande figuur toont het verloop van het inwonertal (bron: INSEE-tellingen).